# Irisbus Ares
Der Irisbus Ares ist ein Überland- und Schulbus, der im Oktober 1998 von Renault eingeführt und 2002 von Irisbus übernommen wurde. 2002 befestigte Irisbus einen Delphin am Kühlergrill und modifizierte den Drehzahlmesser im Führerstand. Er wurde mit einem Renault-Motor, der die europäische Schadstoffnorm Euro 2 hatte, auf den Markt gebracht und im Laufe der Jahre auf die Euro-3-Norm verbessert. Er wurde sowohl im Werk Annonay (Frankreich) als auch im tschechischen Werk von Karosa produziert und 2005 eingestellt. Der Ares ersetzte den Renault Tracer und wurde 2006 durch den Irisbus Arway ersetzt. 2013 wurde der Markenname Irisbus durch den Namen Iveco Bus ersetzt.

## Die verschiedenen Versionen

### Ares de ligne
Die gebräuchlichste Version des Ares de ligne wird auf Fern- oder Regionalstrecken verwendet, die beispielsweise mehrere Städte in derselben Region verbinden. Er ist in den Längen 10,6 m, 12 m, 12,8 m und 15 m verfügbar, und hat eine Kapazität von 41 bis 71 Sitzplätzen mit rund 20 Stehplätze, sollte das Fahrzeug in einem städtischen Bereich eingesetzt sein. Er kann optional mit verstellbaren Sitzen, Vorhängen, Klimaanlage und unter den Ablagen mit Lüftungsschlitzen und Beleuchtung für jeden Sitzplatz ausgestattet werden. Er kann auch mit Stopptasten, Entwertern von Tickets und Windfahnen ausgestattet werden. Diese Linienversion war der Nachfolger des Line Tracers und wurde durch den Irisbus Arway und den Crossway ersetzt.

### Ares d'excursion
Diese Version ist weitaus weniger verbreitet als das Fernverkehrsmodell und wird hauptsächlich für kurze Ausflüge oder zur Verstärkung von Fernverkehrsstrecken eingesetzt. Sie wird nicht für den Tourismus verwendet, da sie weniger komfortabel als beispielsweise ein Renault Iliade ist. Wie die Linienversion wurde der Ares d'excursion optional mit Liegesitzen, Vorhängen, Lüftungsöffnungen und Beleuchtung ausgeliefert. Er ist auch mit einem extra Sitz, Mikrofon, Fernseher, Kühlschrank und Klimaanlage ausgestattet, außerdem waren optional Toiletten verfügbar. Der Vorgänger war der Tour Tracers und der Nachfolger der Irisbus Evadys.

### Ares scolaire
Unter dem Namen scolaire wurde die vereinfachte Version als Schulversion eingeführt. Bei diesem Modell waren die Sitze nicht verstellbar und es gab keinen Vorhang. Die Türen waren meist zweiflügelig, die mit dem Tracer identisch waren. Zusätzlich wurden Türwarnungen (Aktivierung der Warnblinkleuchten bei geöffneten Türen) und Schilder "Schulbus" hinzugefügt. Es war nur in der 12-m-Version mit Automatikgetriebe erhältlich. Er war der Nachfolger des Liberto Tracer und wurde durch den Irisbus New Récréo ersetzt. Ein ähnliches Modell war der Récréo (C 955).

## Motoren
Der Ares hat im Laufe der Jahre mehrere Dieselmotoren nach verschiedenen europäischen Umweltstandards modifizieren lassen.
- Der Renault MIDR 06.20.45 (Euro 2 bis Euro 3) Sechszylinder-Reihenmotor mit 9,8 Litern und Turbolader, leistete 222 und 250 kW (302 und 340 PS).
- Der Renault dCi 11 (Euro 2 bis Euro 3) Sechszylinder-Reihenmotor mit 11,1 Litern und Turbolader leistete 229 und 266 kW (312 und 361 PS).
- Nach der Übernahme der Busse von Renault durch Iveco von 2002 bis 2006: Der Sechszylinder-Reihen-7,8-Liter-Turbomotor Iveco Cursor (Euro 3) leistete 228 kW (310 PS); vom Récréo C 955.

Man konnte den Ares sowohl mit einem manuellen als auch mit einem halb- und automatischen Getriebe bestellen.